# Isodontia bastiniana
Isodontia bastiniana är en biart som beskrevs av Richards 1937. Isodontia bastiniana ingår i släktet Isodontia och familjen grävsteklar. Inga underarter finns listade i Catalogue of Life.